# Коръсант
Коръсант е планета от вселената на Междузвездни войни. Тя е столица на Републиката и Империята. Цялата повърхност на планетата е едно огромно населено място – един град (ойкуменополис).
Коръсант е включена в специалното издание на Завръщането на джедаите от 1997 и трите нови епизода.